# Asphondylia borrichiae
Asphondylia borrichiae is een muggensoort uit de familie van de galmuggen (Cecidomyiidae). De wetenschappelijke naam van de soort is voor het eerst geldig gepubliceerd in 1990 door Rossi and Strong.